# محمد رهبری
محمد رهبری (زاده ۲۲ آذر ۱۳۷۰ در رشت) عضو تیم ملی ایران در رشته شمشیربازی، اسلحه سابر است.

## المپیک
محمد رهبری سهمیه انفرادی و تیمی المپیک توکیو را کسب کند.

## بازی‌های آسیایی
او در بازی‌های آسیایی ۲۰۱۴ کره جنوبی، اینچئون توانست به همراه مجتبی عابدینی و علی پاک‌دامن پس از شکست تیم شمشیربازی سابر از کشور چین به دیدار نهایی راه یابد. در مسابقه پایانی با شکست برابر تیم کشور میزبان به جایگاه دوم و نشان نقره مسابقات دست پیدا کرد.
محمد رهبری در بازی‌های آسیایی ۲۰۱۸ اندونزی، جاکارتا توانستدر ترکیب تیم ملی تحت هدایت پیمان فخری پس از شکست همه حریفان به دیدار فینال راه یابد. در مسابقه پایانی با شکست برابر تیم ملی کره جنوبی که جایگاه اول رنکینگ جهانی را داراست به مقام دوم و نشان نقره مسابقات دست یافتند.

## مسابقات جهانی
محمد رهبری به‌عنوان بازیکن اصلی در ترکیب تیم ملی شمشیربازی ایران در رقابت‌های جهانی متعددی شرکت کرده و موفق به کسب مدال در بخش تیمی و انفرادی شده‌است.

## مسابقات آسیایی
| ردبف      | تعداد | کشور میزبان مسابقات قهرمانی آسیا | کشور میزبان مسابقات قهرمانی آسیا | کشور میزبان مسابقات قهرمانی آسیا | کشور میزبان مسابقات قهرمانی آسیا | کشور میزبان مسابقات قهرمانی آسیا | کشور میزبان مسابقات قهرمانی آسیا | کشور میزبان مسابقات قهرمانی آسیا | کشور میزبان مسابقات قهرمانی آسیا |
| --------- | ----- | -------------------------------- | -------------------------------- | -------------------------------- | -------------------------------- | -------------------------------- | -------------------------------- | -------------------------------- | -------------------------------- |
| مدال‌طلا   | ۴     | فیلیپین                          | کویت                             | تایلند                           | فیلیپین                          |                                  |                                  |                                  |                                  |
| مدال‌نقره  | ۸     | کره‌جنوبی                         | هنگ‌کنگ                           | چین                              | سنگاپور                          | هنگ‌کنگ                           | تایلند                           | کره‌جنوبی                         | کویت                             |
| مدال برنز | ۴     | تایلند                           | کره‌جنوبی                         | تایلند                           | مالزی                            |                                  |                                  |                                  |                                  |

| ردیف     | تعداد | کشور میزبان |
| -------- | ----- | ----------- |
| مدال طلا | ۲     | تایلند      |